# Platformsuafhængighed
Platformsuafhængighed eller "på tværs af platforme" (engelsk cross-platform) benyttes om programmer (software) eller fysiske enheder (hardware) som fungerer på flere platforme (fx Linux/Unix, Microsoft Windows, og Mac OS X).  Dette kan også betyde at der understøttes alle vidt udbredte platforme, eller bare mere end en.